# Musée Bourdelle

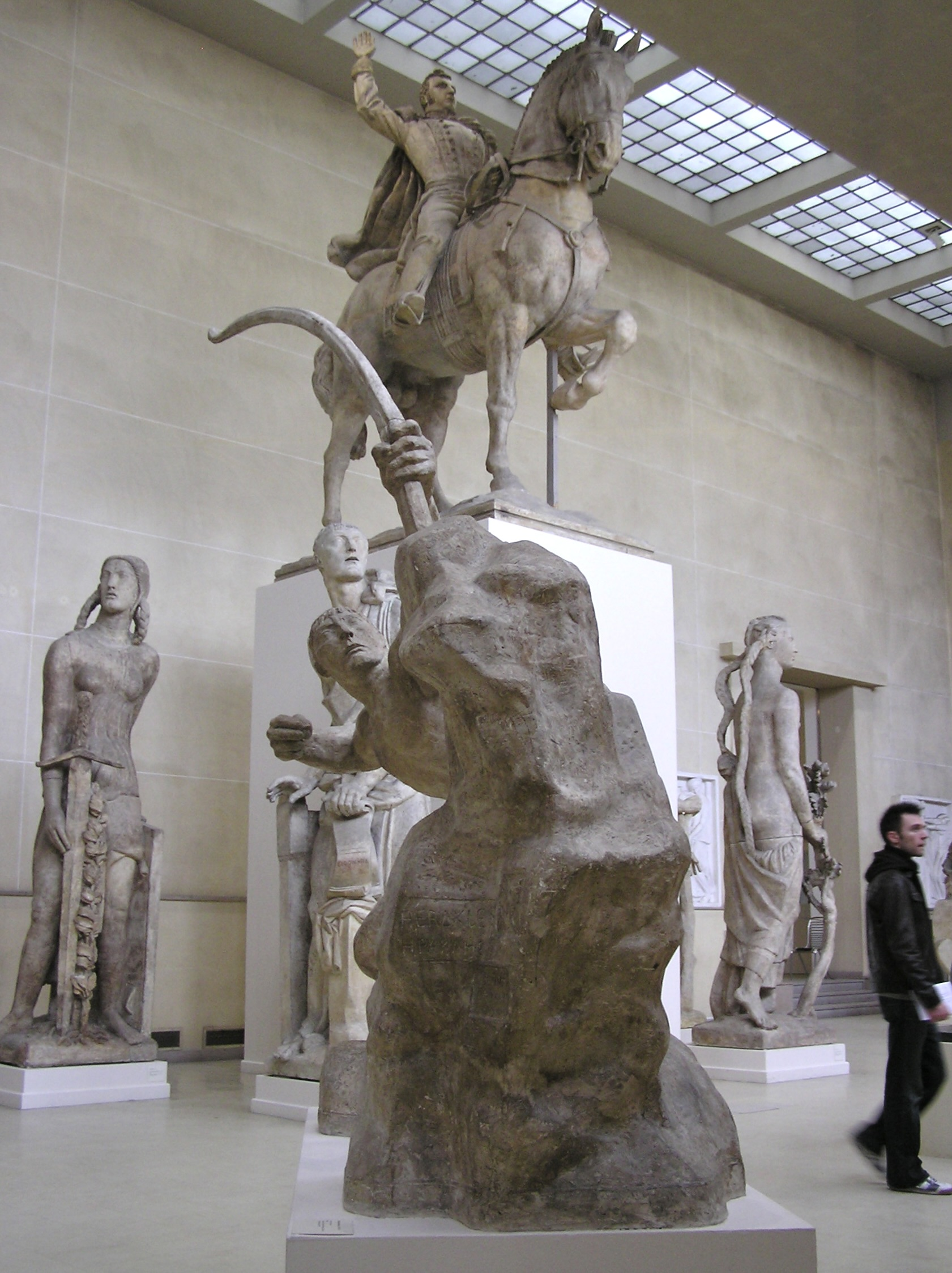
Héraklès archer en Monument au général Alvéar

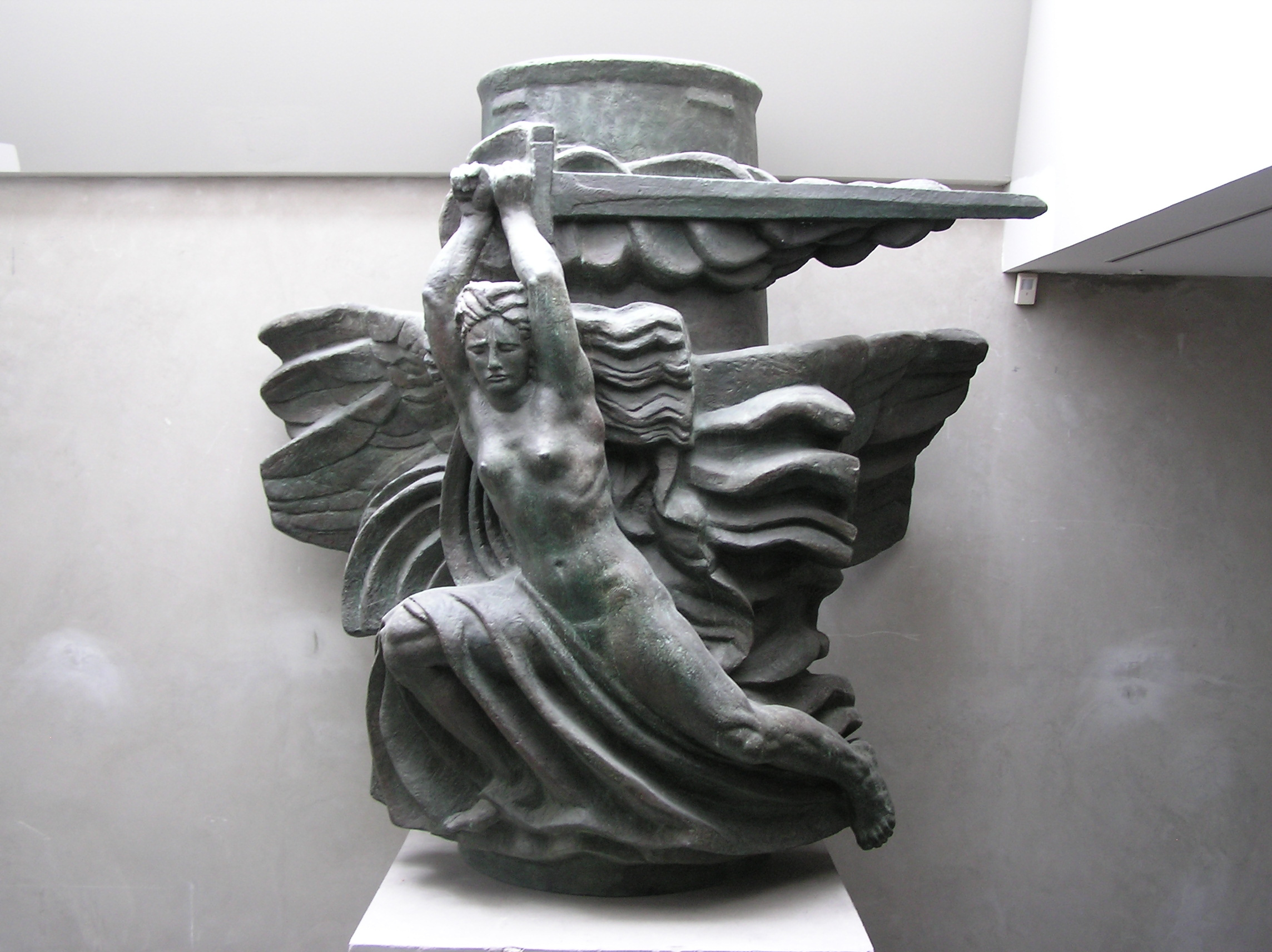
Le Monument à Mickiewicz : l'Epopée Polonaise

Musée Bourdelle (gelegen 18 rue Antoine Bourdelle in Parijs) is gevestigd in het voormalige woonhuis annex atelier van de Franse beeldhouwer Émile-Antoine Bourdelle (1861-1929) en toont een belangrijke kunstverzameling van zijn werk.

## Het museum
Het museum werd in 1949 gesticht en in 1961 door de architect Henri Gautruche voor de eerste keer uitgebreid ter gelegenheid van de honderdste geboortedag van de kunstenaar. Een tweede uitbreiding werd gerealiseerd in 1992. Als architect werd Christian de Portzamparc uitgenodigd.
Evenals Auguste Rodin, wilde Antoine Bourdelle aan het eind van zijn leven een museum nalaten. De realisering van het museum is mogelijk gebleken dankzij de financiële steun van de mecenas Gabriel Cognacq, neef en erfgenaam van Ernest Cognacq, de oprichter van het Parijse warenhuis La Samaritaine.

## De uitbreiding van Christian de Portzamparc
De nieuwe vleugel telt vier verdiepingen en heeft een totaal expositieoppervlak van 1655m². Het depot bevindt zich in de kelderverdieping. De grote tentoonstellingsruimte op de begane grond is voornamelijk bestemd voor twee grote werken van Bourdelle: het Monument aux Morts de Montauban en het Monument à Mickiewicz. De eerste verdieping toont de collectie grafiek en biedt een atelier voor kinderen. De tweede verdieping is bestemd voor de afdelingen documentatie en conservering.

## De werken
Vele werken van Bourdelle zijn (in brons of pleister) in het museum te zien, zoals:
- Le Fruit (brons)
- Héraklès archer (brons)
- Monument au général Alvéar
- La France
- Sapho
- Pénélope
- Centaure mourant
- Le monument à Mickiewicz - l'Epopée Polonaise

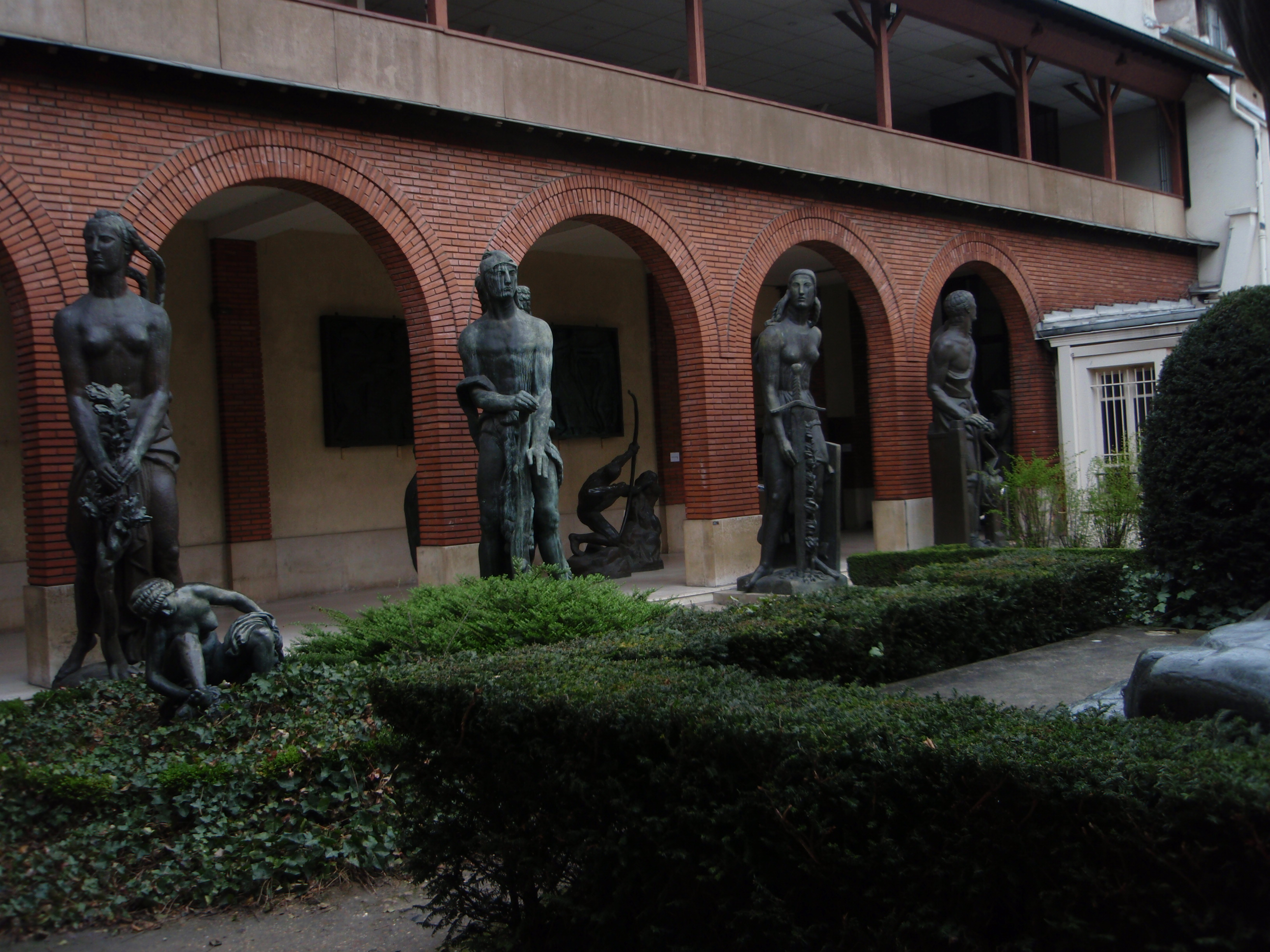
Musée Bourdelle: beeldengalerij
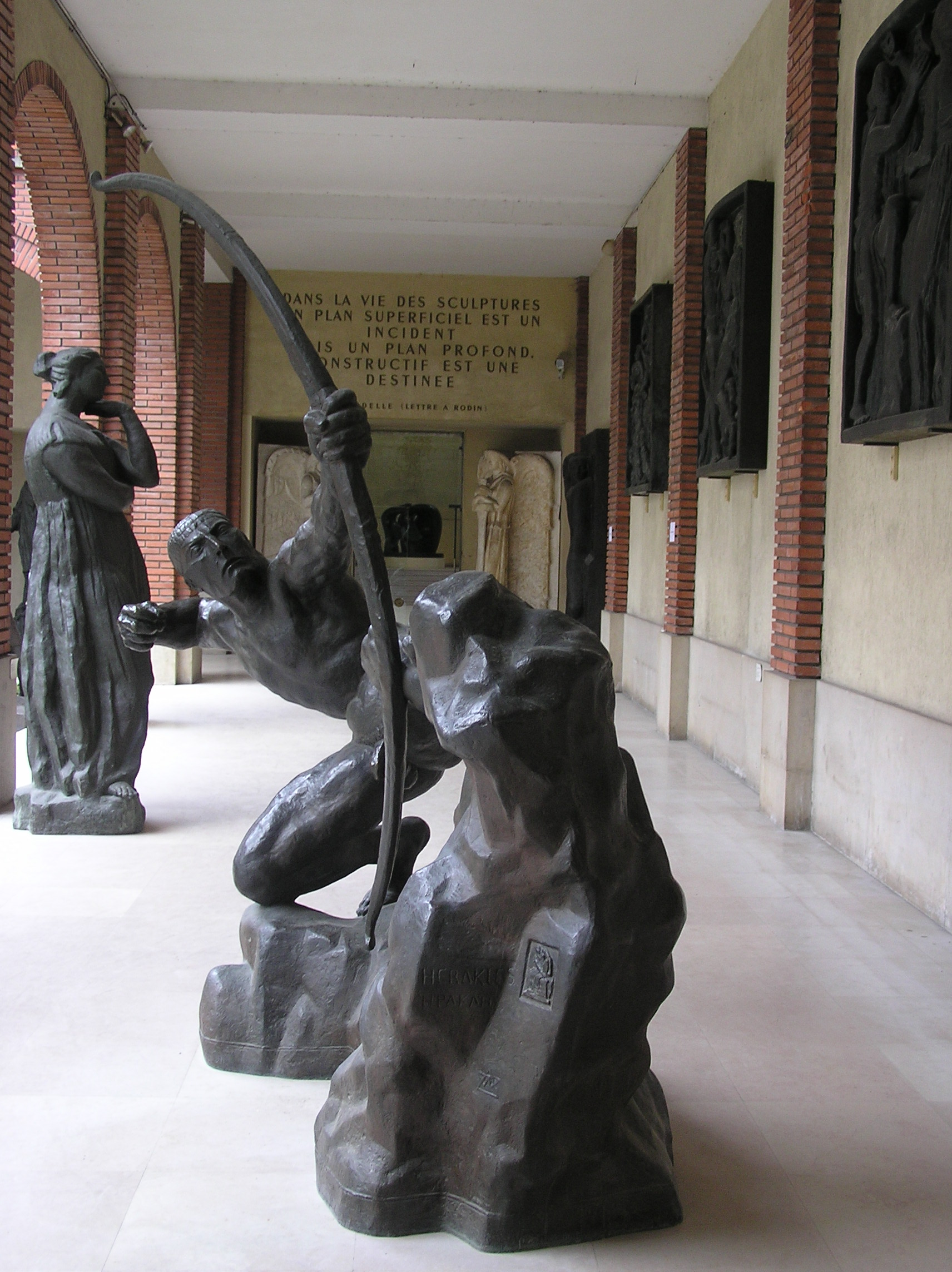
Héraklès archer
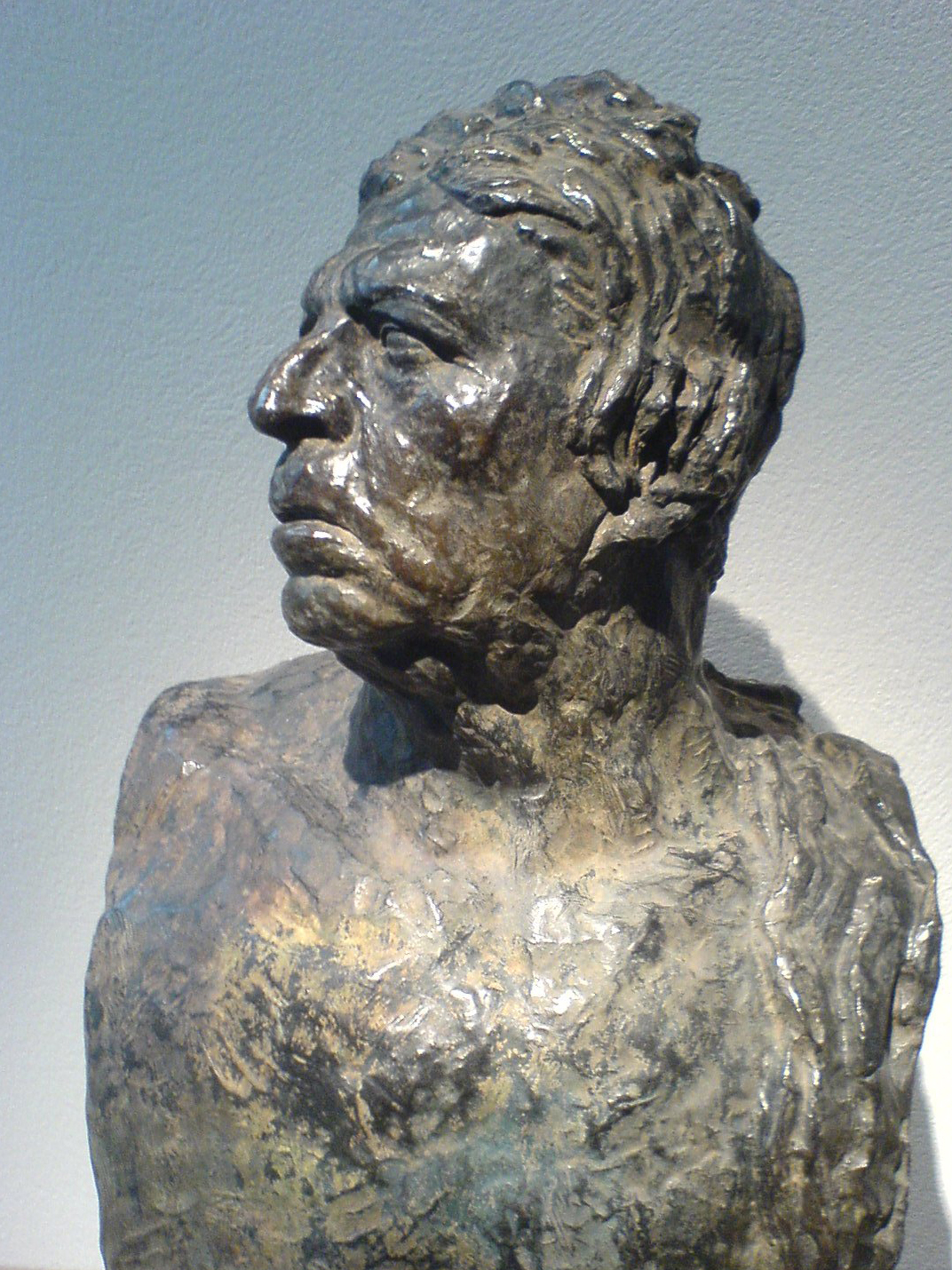
Dominique Ingres (studie)